# VDL Citea
VDL Citea — городской автобус производства нидерландской компании VDL Bus & Coach.
Впервые был представлен в 2007 году на Международном союзе общественного транспорта в Хельсинки. В 2010 году автобус прошёл рестайлинг, а в 2020 году автобус был значительно модернизирован.
Автобус выпускается в трёх вариантах: одноэтажный низкопольный (CLE, Citea Low Entry), средний низкопольный (LLE, Light Low Entry) и двухэтажный (DLF, Double Deck Low Floor). Последний выпущен в качестве прототипа и проходит испытания в Berliner Verkehrsbetriebe с августа 2015 года.

## История
Первые серийные VDL Citea поступили в Хилверсюм (Connexxion) в 2008 году. В ноябре 2008 года 518 экземпляров поступило в Дубай (RTA), эксплуатация началась 29 июня 2009 года. Летом 2009 года Citea CLF 120 был передан в Дармштадт перевозчику HEAG mobiBus, а другая модель в 2011 году была передана в Байройт.
23 сентября 2010 года автобус получил премию «автобус 2011 года» на Международном автосалоне в Ганновере благодаря своей экономичности и экологичности. 1 декабря 2010 года на базе VDL Citea начался выпуск гибридного автобуса, а с мая 2015 года — электробуса.
В апреле 2011 года в Амстердаме компания GVB заказала 70 автобусов VDL Citea.
В январе 2013 года в Rheinbahn поступило 60 автобусов VDL Citea.
В 2014 году в Берлине компания Berliner Verkehrsbetriebe подписала с компанией VDL Bus & Coach контракт на поставку 236 экземпляров VDL Citea, которые к 2019 году должны были модернизировать автобусный парк Берлина. Первые 40 экземпляров поступили в Берлин в 2015 году, а в 2016 году поступило ещё 70 автобусов.

## Технические характеристики

### ДВС
|                       | SLF-120                 | SLF-120                 | SLFA-180                | SLFA-187                | LL-99                   | LL-107                  | LLE-120                 | LLE-127                 | SLE-120                     | SLE-129                     | XLE-137                 | XLE-145                 |
| --------------------- | ----------------------- | ----------------------- | ----------------------- | ----------------------- | ----------------------- | ----------------------- | ----------------------- | ----------------------- | --------------------------- | --------------------------- | ----------------------- | ----------------------- |
| Длина                 | 12 м                    | 12 м                    | 18 м                    | 18,75 м                 | 9,95 м                  | 10,7 м                  | 11,98 м                 | 12,68 м                 | 12 м                        | 12,9 м                      | 13,74 м                 | 14,48 м                 |
| Ширина                | 2,55 м                  | 2,55 м                  | 2,55 м                  | 2,55 м                  | 2,5 м                   | 2,5 м                   | 2,5 м                   | 2,5 м                   | 2,55 м                      | 2,55 м                      | 2,55 м                  | 2,55 м                  |
| Высота                | 3,12 м                  | 3,12 м                  | 3,12 м                  | 3,12 м                  | 3,065 м                 | 3,065 м                 | 3,065 м                 | 3,065 м                 | 3,16 м                      | 3,16 м                      | 3,16 м                  | 3,16 м                  |
| Колёсная база         | 5,85 м                  | 5,85 м                  | 5,25 м                  | 6 м                     | 4,65 м                  | 5,4 м                   | 6,2 м                   | 6,9 м                   | 6 м                         | 6,9 м                       | 6,535 м                 | 7,275 м                 |
| Колёсная база (3 оси) |                         |                         | 6,75 м                  | 6,75 м                  |                         |                         |                         |                         |                             |                             | 1,5 м                   | 1,5 м                   |
| Полная масса          | 18 000 кг               | 18 000 кг               | 28 000 кг               | 28 000 кг               | 14 440 кг               | 14 440 кг               | 14 870 кг               | 14 870 кг               | 18 000 кг                   | 18 000 кг                   | 25 990 кг               | 25 990 кг               |
| Двигатель             | FPT Cursor 9            | FPT Cursor 9            | FPT Cursor 9            | FPT Cursor 9            | Cummins ISB6.7          | Cummins ISB6.7          | Cummins ISB6.7          | Cummins ISB6.7          | Cummins ISB6.7 FPT Cursor 9 | Cummins ISB6.7 FPT Cursor 9 | FPT Cursor 9            | FPT Cursor 9            |
| Трансмиссия           | Voith DIWA.6 ZF Ecolife | Voith DIWA.6 ZF Ecolife | Voith DIWA.6 ZF Ecolife | Voith DIWA.6 ZF Ecolife | Voith DIWA.6 ZF Ecolife | Voith DIWA.6 ZF Ecolife | Voith DIWA.6 ZF Ecolife | Voith DIWA.6 ZF Ecolife | Voith DIWA.6 ZF Ecolife     | Voith DIWA.6 ZF Ecolife     | Voith DIWA.6 ZF Ecolife | Voith DIWA.6 ZF Ecolife |

### Электробусыиподзаряжаемые гибриды
|                       | LL-99 Electric  | SLF-120 Hybrid                        | SLF-120 Electric | SLF-121 Hybrid                        | SLF-121 Electric | SLFA-180 Electric | SLFA-181 Electric | SLFA-187 Electric |
| --------------------- | --------------- | ------------------------------------- | ---------------- | ------------------------------------- | ---------------- | ----------------- | ----------------- | ----------------- |
| Длина                 | 9,95 м          | 12 м                                  | 12 м             | 12,125 м                              | 12,125 м         | 18 м              | 18,15 м           | 18.75 м           |
| Ширина                | 2,5 м           | 2,55 м                                | 2,55 м           | 2,55 м                                | 2,55 м           | 2,55 м            | 2,55 м            | 2,55 м            |
| Высота                | 3,36 м          | 3,29 м                                | 3,29 м           | 3,29 м                                | 3,29 м           | 3,29 м            | 3,29 м            | 3,29 м            |
| Колёсная база         | 4,65 м          | 5,85 м                                | 5,85 м           | 6 м                                   | 6 м              | 5,25 м            | 5,25 м            | 6 м               |
| Колёсная база (3 оси) |                 |                                       |                  |                                       | 6,75 м           | 6,75 м            | 6,75 м            | 6,75 м            |
| Полная масса          | 14 440 кг       | 19 500 кг                             | 19 500 кг        | 19 500 кг                             | 19 500 кг        | 29 000 кг         | 29 000 кг         | 29 000 кг         |
| Электродвигатель      | Siemens 1DB2016 | Cummins Hybrid ISB4.5 Siemens 1DB2016 | Siemens 1DB2016  | Cummins Hybrid ISB4.5 Siemens 1DB2016 | Siemens 1DB2022  | Siemens 1DB2022   | Siemens 1DB2022   | Siemens 1DB2022   |

## Галерея

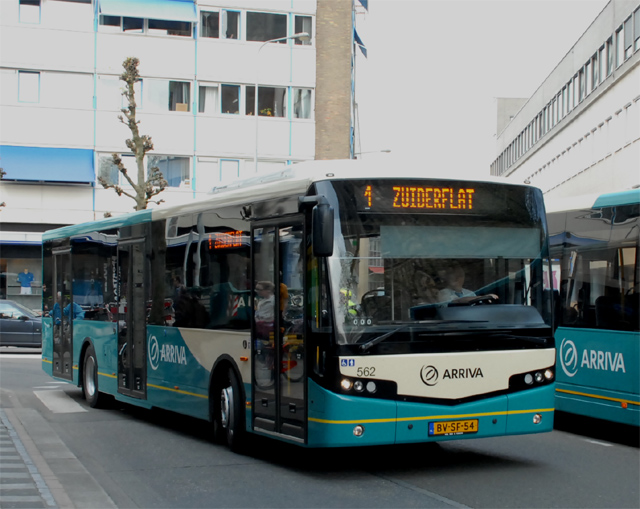
VDL Berkhof Citea SLF 120
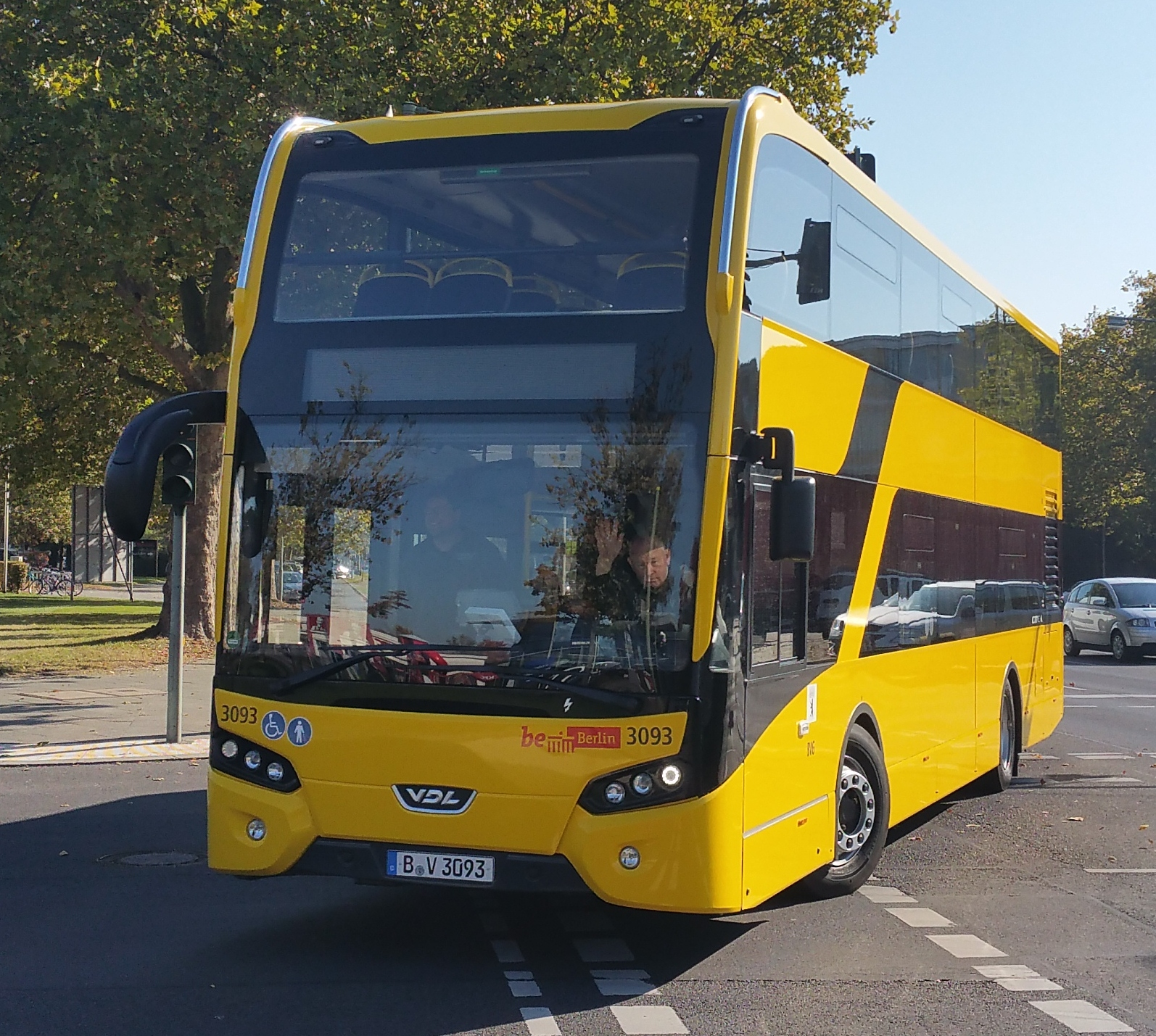
Двухэтажный автобус, проходящий испытания в Берлине
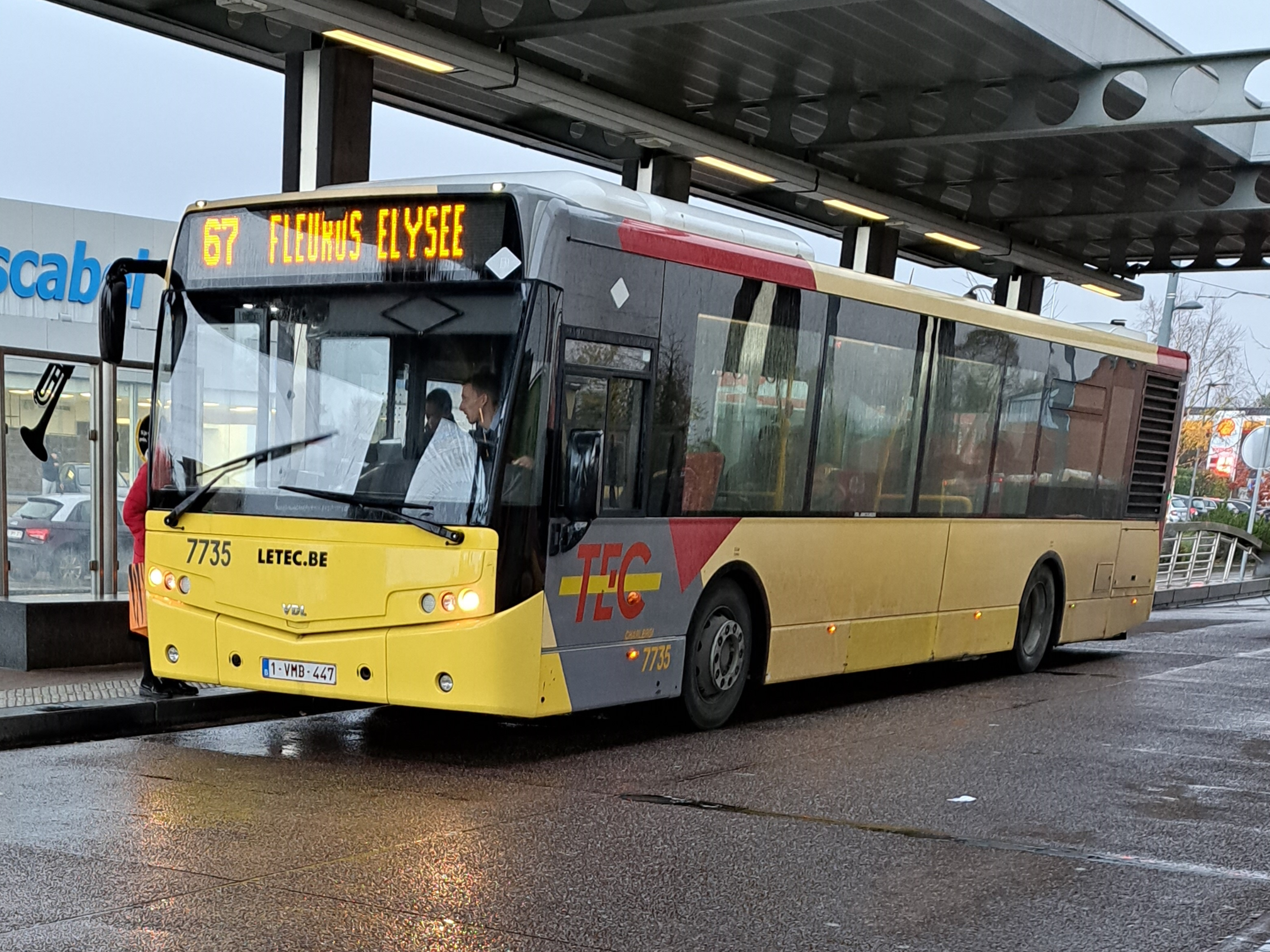
Оригинальный VDL Citea в Бельгии
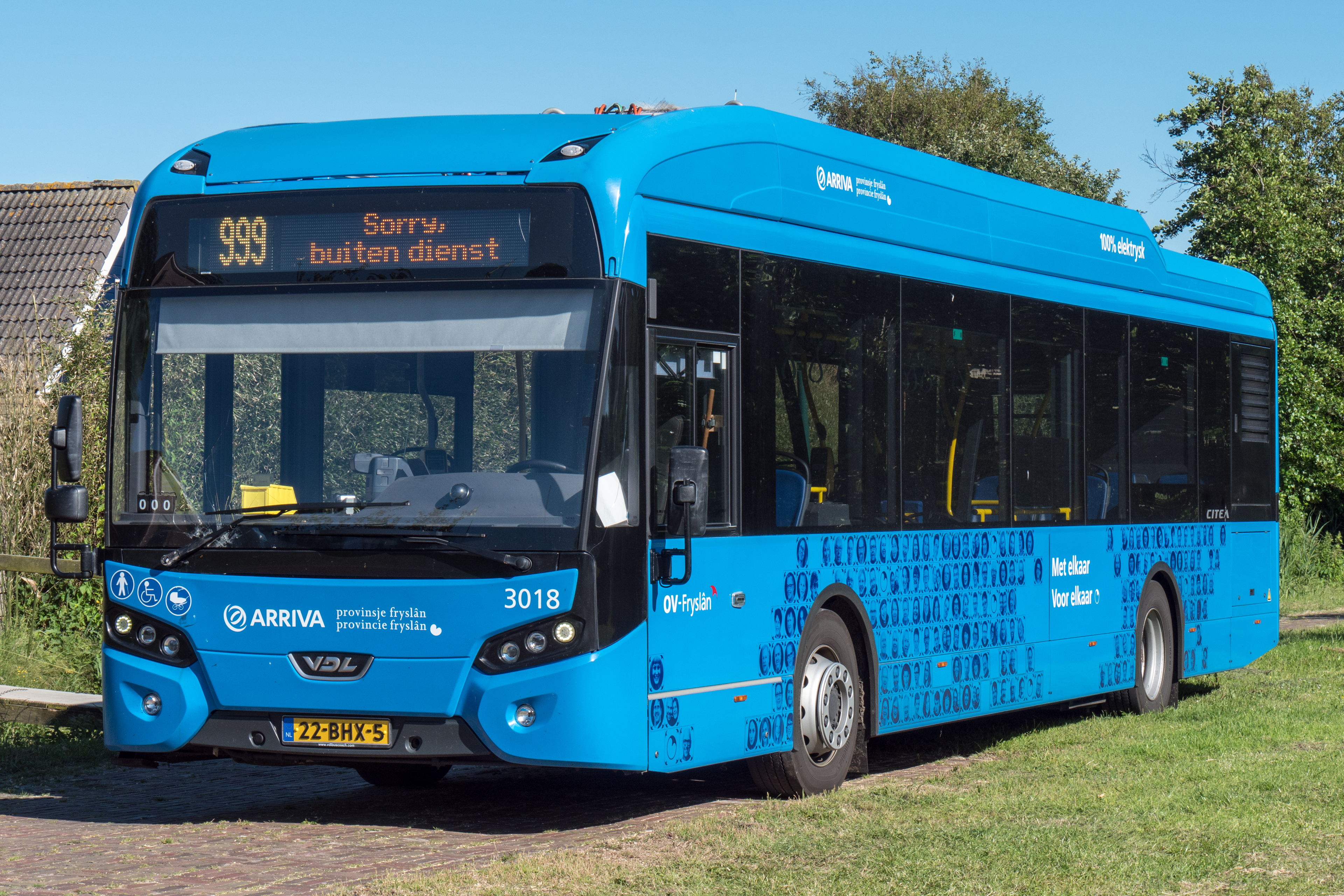
Электробус VDL Citea SLF-120 Electric
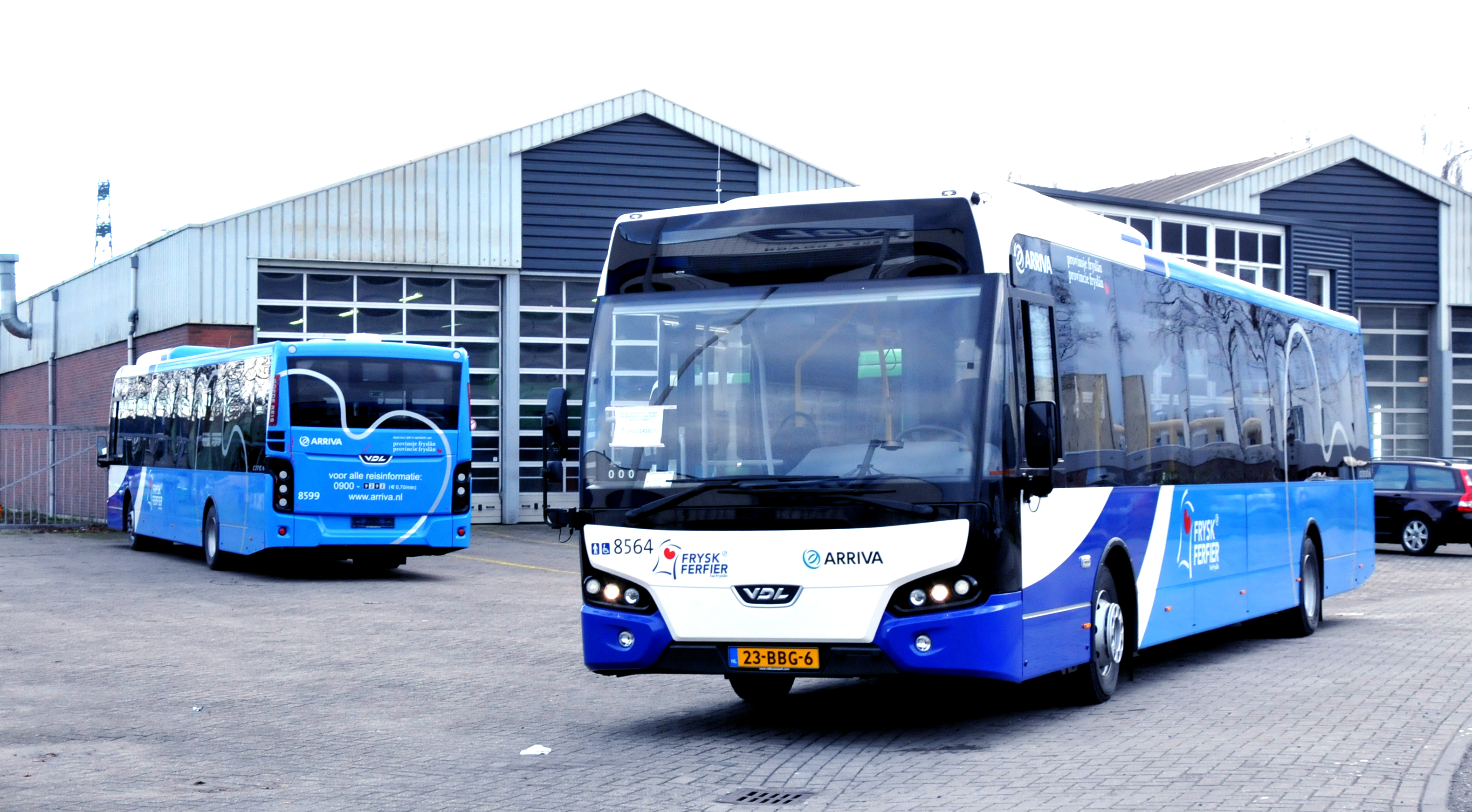
VDL Citea LLE 120
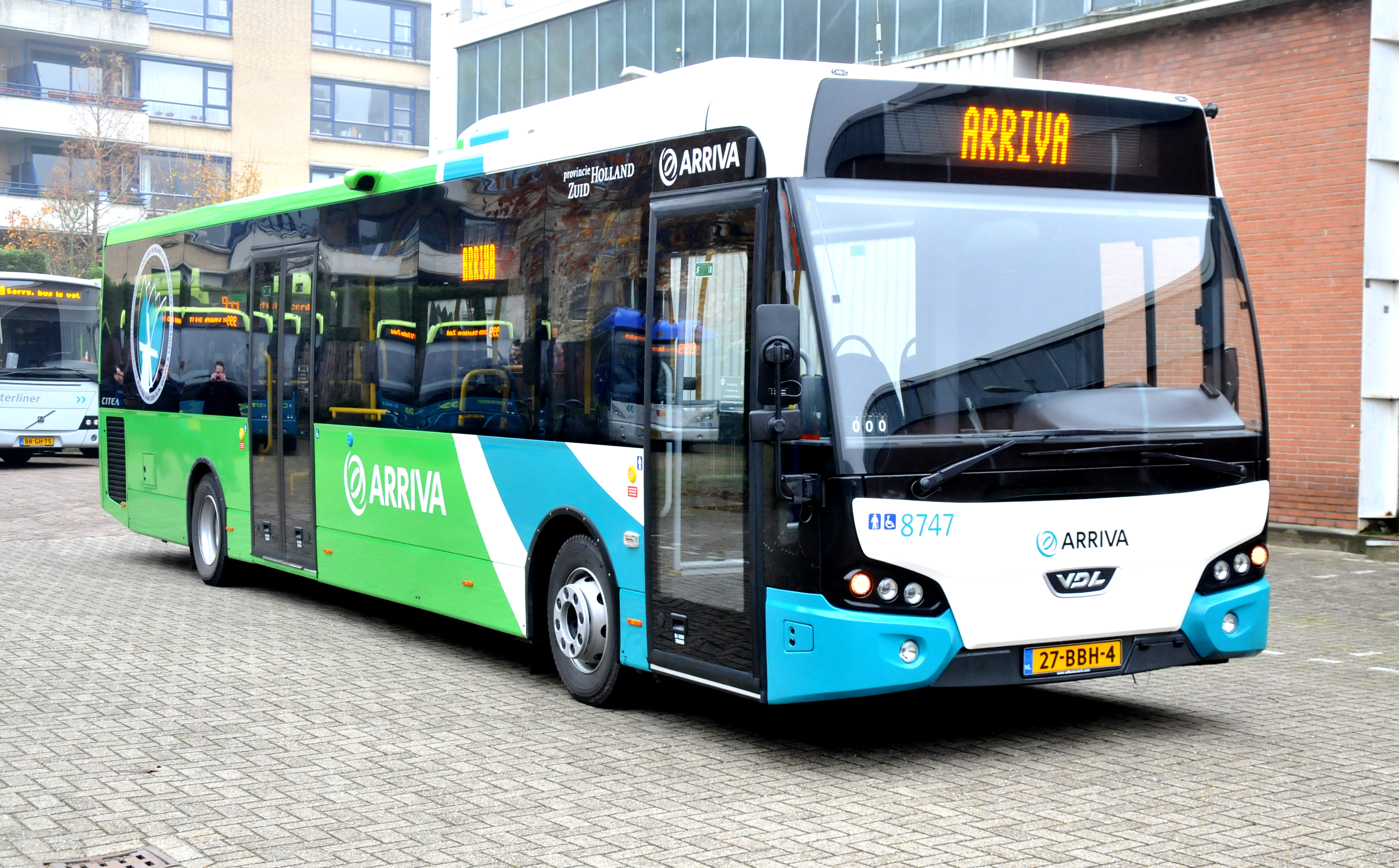
VDL Citea LLE 120
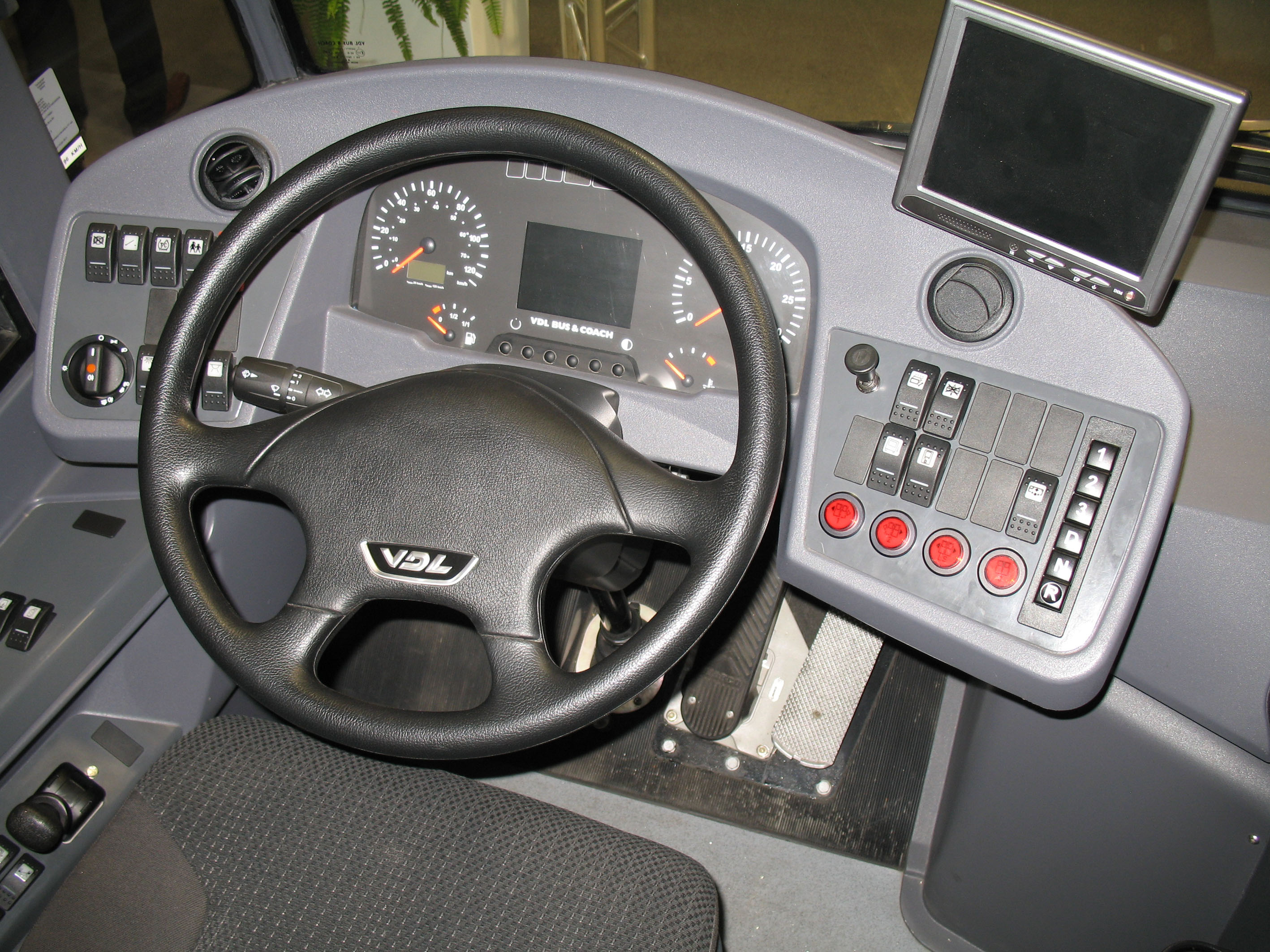
Место водителя
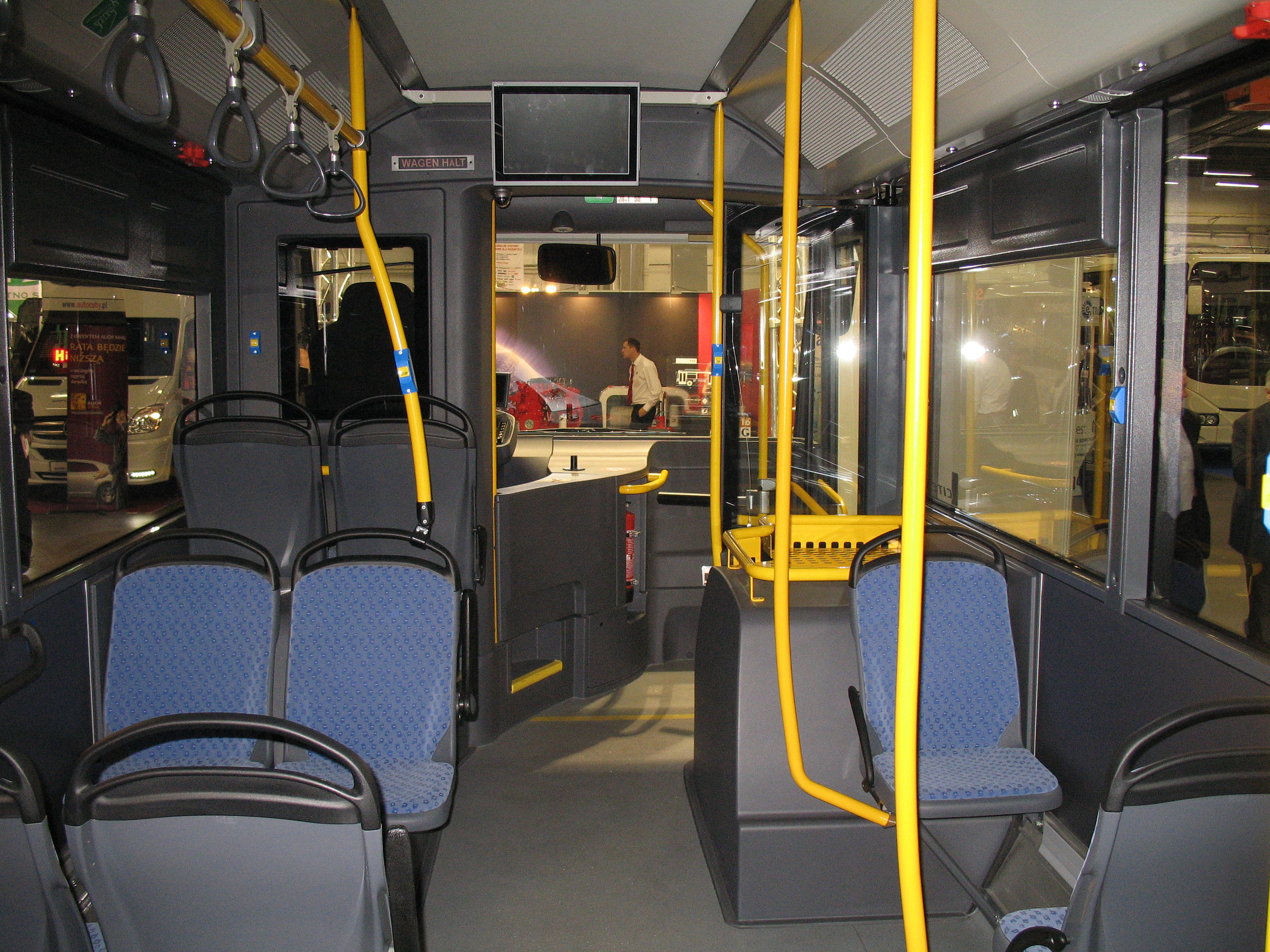
Салон, вид вперёд
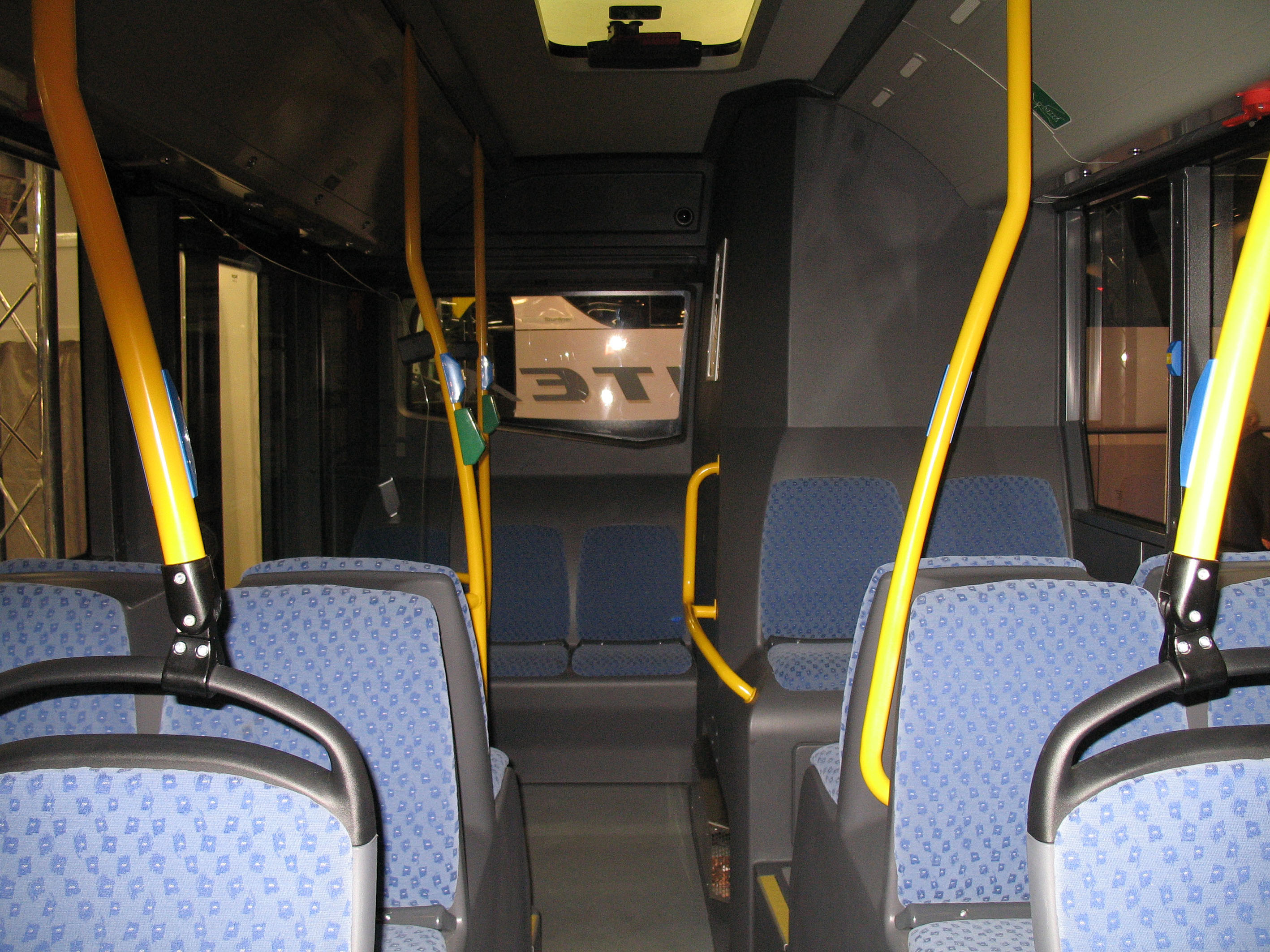
Салон, вид назад
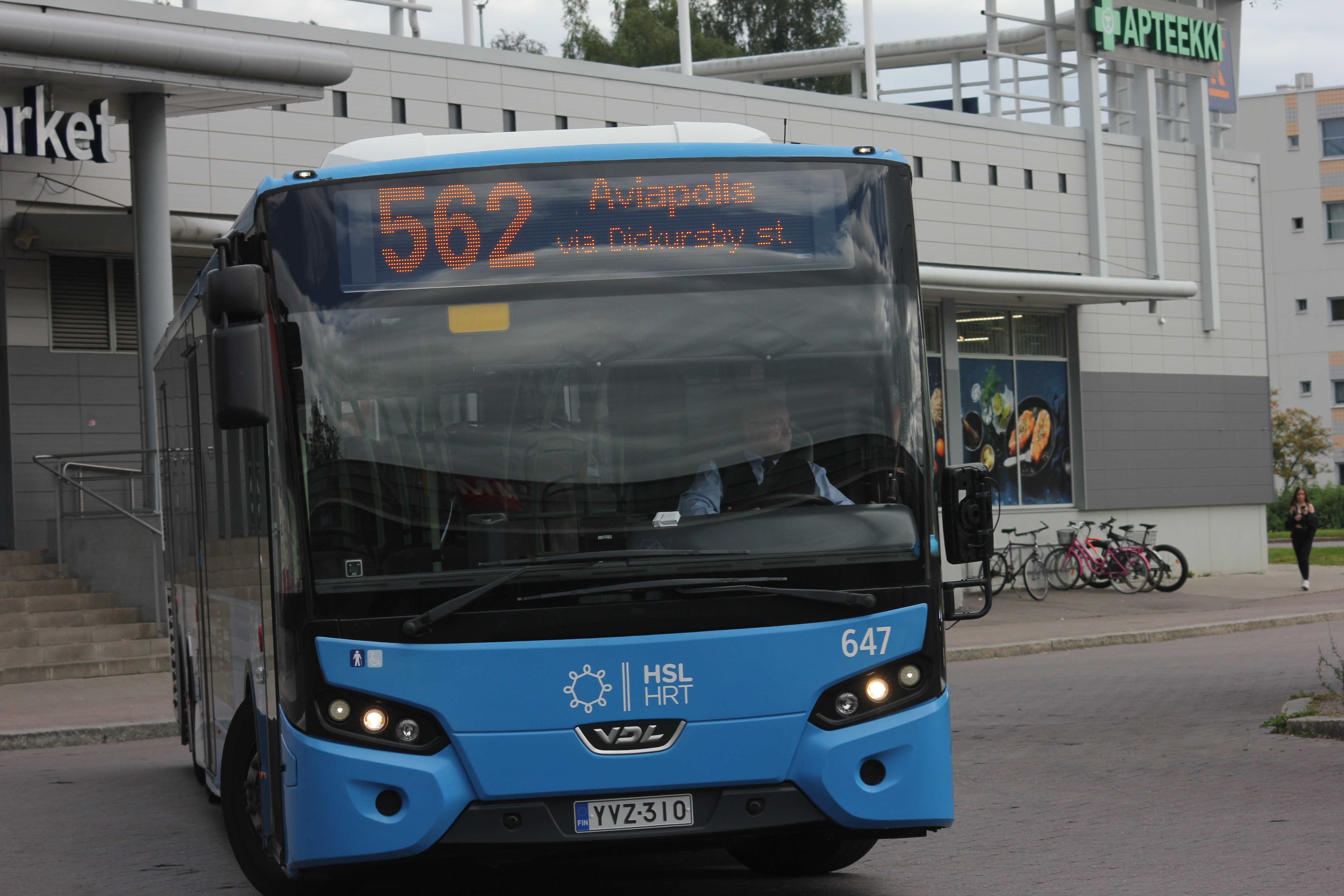
VDL Citea XLE-145
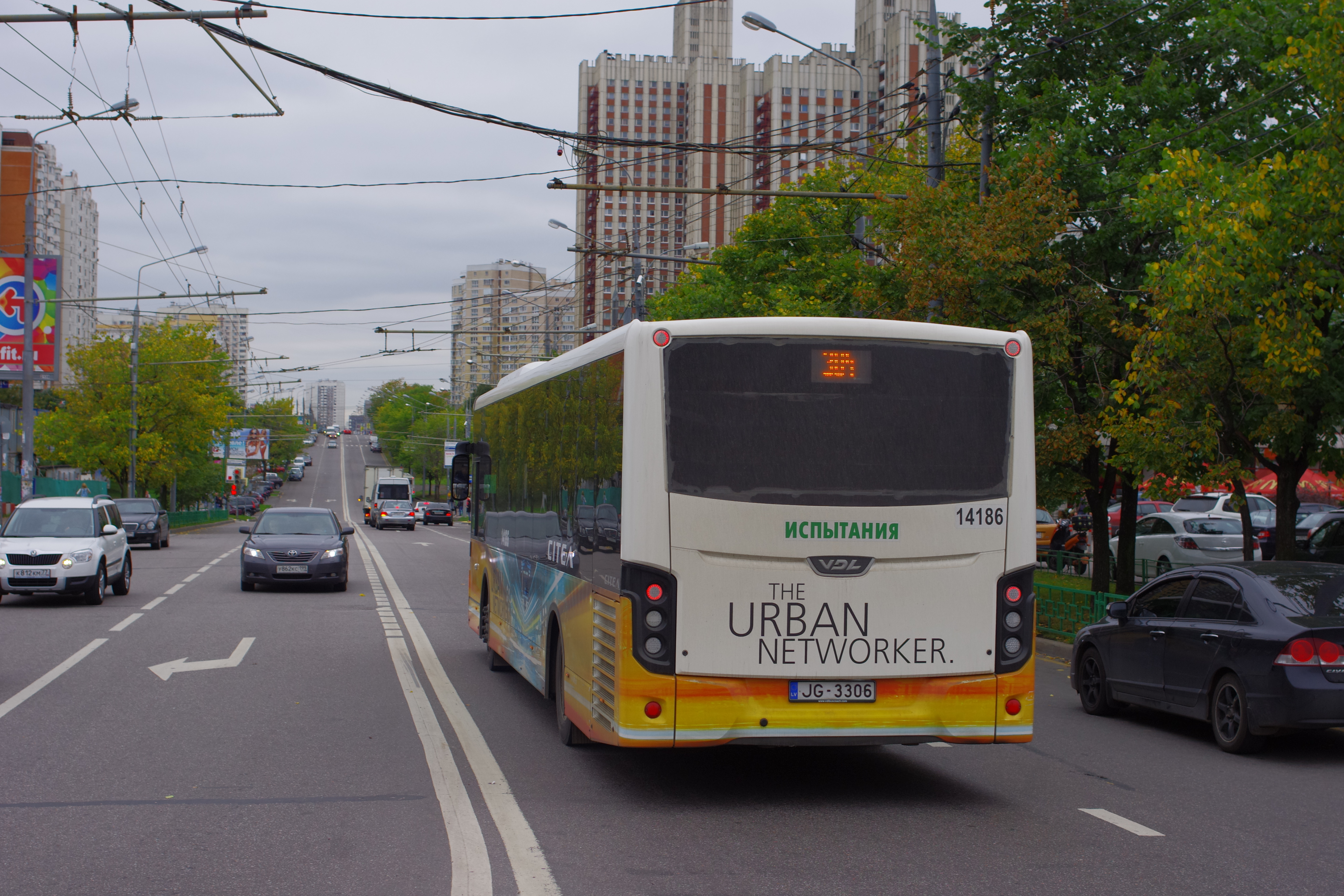
VDL Citea SLE-120 № 14186 в Москве